# Districtul Ta Phraya
Ta Phraya (în thailandeză ตาพระยา) este un district (Amphoe) din provincia Sa Kaeo, Thailanda, cu o populație de 52.284 de locuitori și o suprafață de 642,345 km².

## Componență
Districtul este subdivizat în 5 subdistricte (tambon), care sunt subdivizate în 61 de sate (muban).
| Nr. | Nume       | În thailandeză | Sate | Locuitori |  |
| --- | ---------- | -------------- | ---- | --------- |  |
| 1.  | Ta Phraya  | ตาพระยา        | 17   | 15,132    |  |
| 2.  | Thap Sadet | ทัพเสด็จ         | 13   | 7,929     |  |
| 6.  | Thap Rat   | ทัพราช          | 15   | 14,281    |  |
| 7.  | Thap Thai  | ทัพไทย          | 10   | 7,949     |  |
| 9.  | Kho Khlan  | โคคลาน         | 6    | 6,993     |  |

Numerele lipsă sunt subdistricte (tambon) care acum formează Khok Sung district.